# 謝列彼哈站 (大環線)
謝列彼哈站（羅馬化：Shelepikha）是莫斯科地鐵莫斯科大環線的一個車站，此站在2018年2月26日啟用。。

## 轉乘
此站可轉乘莫斯科中央環線的謝列彼哈站。